# Branislav Bato Vuksanović
Branislav Bato Vuksanović (Bijela, 5. april 1953 — Herceg Novi, 19. mart 2013) bio je šansonjer iz Herceg Novog.

## Biografija
Živeo je u Bijeloj, centru moderne brodogradnje u Boki Kotorskoj, ali je kao dom smatrao Zeleniku kraj Herceg Novog. Kao mlad je otišao u Holandiju, Amsterdam, a zatim u Afriku, Bengazi, Italiju: Milano, Bari, Napulj, itd. Zatim je živio u Diseldorfu. Svuda je pronosio muziku i pjesmu sa Bokeških prostora.
Sa četrnaest godina počeo se baviti muzikom. Imao je sreću da bude učenik profesora Ciber Đanka, kapelnika gradske muzike Herceg Novog, čiji su učenici bili i Dubrovački trubaduri. Učio je saksofon i klarinet. Sa petnaest godina ponesen Bitlsima formirao je svoj orkestar u Bijeloj. U to vreme počinje druženje sa Zdravkom Čolićem, čiji su roditelji imali vikendicu u Bijeloj. Zajedno su nastupili 1967. godine na takmičenju „Mikrofon je vaš“ gdje je Čolić pobijedio.
Dugo godina je bio član klape „Bokelji“. Njegovi najpoznatije pjesme su: „Nikad ostariti neću“, „Novi“, „Oče moj“, „Detelina sa četiri lista“, „Za tvoje oči“, „Žena moga života“, „Naći ću te draga“. Izdao je i album „Herceg Novi“, a u pripremi je bio i drugi album, koji nije izdat zbog smrti.
Branislav Bato Vuksanović umro je 19. marta 2013. i sahranjen je sutradan na porodičnom groblju u Zelenici.

## Pjesme
1. Nikad ostariti neću
2. Novi
3. Oče moj
4. Detelina sa četiri lista
5. Za tvoje oči
6. Žena mog života
7. Naći ću te draga
8. Moja Bijela
9. Čekam te

## Albumi
- Herceg Novi